# Brachistus nelsonii
Brachistus nelsonii là loài thực vật có hoa trong họ Cà. Loài này được (Fernald) D'Arcy, J.L.Gentry & Averett mô tả khoa học đầu tiên năm 1981.